# Лоромонзе
Лоромонзе́ (фр. Loromontzey) — коммуна во французском департаменте Мёрт и Мозель региона Лотарингия. Относится к  кантону Байон.	

## География
Лоромонзе расположен в 32 км к юго-востоку от Нанси. Соседние коммуны: Борвиль на северо-востоке, Сен-Буан на востоке, Сен-Реми-о-Буа на юге, Сен-Жермен на западе, Виллакур на северо-западе. В окрестности коммуны протекает ручей Лоро, который дал имя деревне.		

## Демография
Население коммуны на 2010 год составляло 82 человека.
| 1962 | 1968 | 1975 | 1982 | 1990 | 1999 | 2010 |
| ---- | ---- | ---- | ---- | ---- | ---- | ---- |
| 125  | 116  | 90   | 85   | 91   | 72   | 82   |

## Достопримечательности
- Церковь XIX века.